# Brauró
Brauró (en grec antic Βραυρών) va ser una de les dotze ciutats més antigues de l'Àtica, però mai va arribar a ser un demos tot i que va existir molts anys.
Al santuari consagrat a Àrtemis on se celebrava el festival anomenat Braurònia s'han trobat restes arqueològiques que daten de l'Hel·làdic mitjà, entre 2000-1580 aC. Segons una llegenda atenesa, Orestes i Ifigenia van deixar al santuari de Brauró l'estàtua d'Àrtemis que havien portat des de Tàurida. Les dones ateneses es dirigien al temple per celebrar una festa, de caràcter estrictament femení, en el curs de la qual, i per expiar la mort d'una ossa consagrada a la divinitat,
unes joves, que es denominaven osses, imitaven els gests del mencionat animal.
A l'Acròpoli d'Atenes hi havia també un temple, el Santuari d'Àrtemis Braurònia on s'adorava aquesta divinitat amb un rituals semblants.